# Mauro De Filippis
Mauro De Filippis (Taranto, 10 agosto 1980) è un tiratore a volo italiano.
Ha partecipato ai Giochi olimpici di Tokyo 2020 e Parigi 2024.

## Palmarès
Campionati mondiali
- 3 medaglie:
  - 1 oro (trap a squadre misto a Osijek 2022)
  - 1 argento (trap a Lonato del Garda 2019)
  - 1 bronzo (trap a squadre a Osijek 2022)

Campionati europei
- 5 medaglie:
  - 1 oro (trap a squadre a Larnaca 2022)
  - 2 argenti (trap a squadre a Osijek 2021, trap a Osijek 2023)
  - 4 bronzi (trap e trap a squadre misto a Lonato del Garda 2019, trap a Osijek 2021, trap a squadre a Osijek 2023)

Giochi europei
- 2 medaglie:
  - 1 oro (trap a Cracovia 2023)
  - 1 bronzo (trap a squadre misto Cracovia 2023)